# Regione del Mar Rosso Meridionale
La regione del Mar Rosso Meridionale (Debubawi Keyih Bahri) è una regione dell'Eritrea, con capoluogo Assab.

## Geografia antropica

### Suddivisioni amministrative
La regione è suddivisa in tre distretti:
- Are'eta
- Dancalia Centrale
- Dancalia Meridionale